# Відчуття.Тиші
«Відчуття́.Ти́ші» (англ. Sense.Of.Silence, скорочено В.Т) — український рок-гурт, створений 10 вересня 2004 року в Запоріжжі. Лідером і вокалістом гурту є Євген Довгий. Особливістю «Відчуття.Тиші» є поєднання тонкої лірики з жорстким і гучним звучанням, що іронічно відображено в назві колективу. Для стилю групи є характерними як альтернативний рок та інді-балади, так і прогресивний рок, насичений сміливими експериментами.

## Історія гурту

### Народження гурту та поява назви
На початку 2004 року діджей рок-радіо «Запоріжжя 103,7 FM» Євген Довгий відвідав репетицію запорізького панк-рок гурту «CO2».
Вражений атмосферою події, майбутній лідер гурту запропонував барабанщикові Дмитру Сандуленку та лід-гітаристові Семену Барабанову створити власний музичний проєкт.
10 вересня 2004 року, після низки зустрічей і обговорювання деталей майбутнього співробітництва, музиканти провели першу спільну репетицію. Ця дата набула статусу офіційного дня народження новоствореного рок-гурту.
Впродовж наступного року було написано кілька головних пісень дебютного альбому, в яких лідер гурту та одноосібний автор текстів втілював власну філософію Тиші.
Прихильниця та друг команди Анешка Пікасо охарактеризувала цей творчий феномен як «відчуття тиші» (що, вочевидь, було навіяно текстом «Тереза та парабола» Любка Дереша, який потім став його романом «Архе»).
24 січня 2005 року Євген Довгий, звернувши увагу на іронічність словосполучення, обрав його в якості назви гурту та створив запис у власному блозі:
«Я, Діма, Сьома, Ведмідь — Відчуття.Тиші (інтелектуальний хардкор)
відчуття тиші — … матеріальне фізичне відчуття, тиша як абсолютна категорія, її можна відчувати на дотик, її можна бачити, це — тиша у відсутності чогось/когось, це — тиша у присутності усього іншого; тиша, як вищий ступінь самотності; асоціативні кольори —сірий, чорний, білі смужки, темно-синій».

### Склад 0 (2004—2005): Творче становлення
Момент створення гурту збігся з періодом активної поетичної творчості Євгена Довгого, тому музиканти разом з розучуванням чужих хітів («Стіна» «Димної Суміші» і «Люди, куди ми йдем» івано-франківського гурту «Кула») розпочали роботу над власним матеріалом — піснею «Востаннє» та семихвилинною баладою «Не обертайся».
Відмінності музичних смаків спонукали учасників В.Т багато експериментувати зі звуком, саме через це в ранніх піснях часто використовується скрім. В тогочасних умовах відсутності навчального матеріалу цей вокальний прийом став особистим здобутком Євгена Довгого.
Семен Барабанов, як співавтор музики та поціновувач класичного хард-року, додав до звучання важких рифів. Дмитро Сандуленко, відточивши актуальні музичні прийоми за допомогою фронтмена колективу, впровадив власні напрацювання в багатьох композиціях майбутнього альбому.
Впродовж 2005 року була написана майже третина пісень дебютного релізу. Всі регулярні репетиції повсякчас відвідувались зростаючим колом прихильників та друзів В. Т.
Змінивши низку репетиційних студій, гурт зайнявся активними пошуками бас-гітариста серед друзів та знайомих.
Наприкінці року музичний журналіст, музикант, культуртрегер, а також давній друг і колега Євгена Довгого Дмитро Ведмідь завітав на чергову репетицію В.Т, збираючи матеріал для нового випуску свого андеграундного рок-зіну KPEATUB.
Фронтмен запропонував журналістові долучитися до «Відчуття.Тиші» в якості бас-гітариста. Дмитро Ведмідь, приставши на пропозицію, завершив цим фактом формування першого повноцінного складу команди.

### Склад 1 (2005—2009): Запис демо-альбому та дебютного синґлу, концертна діяльність
Після повного укомплектування складу, рок-гурт почав збирати музичний матеріал для запису демо-альбому та живих виступів.
В жовтні 2006 року, прийнявши запрошення запорізького поета Олеся Барліга, «Відчуття.Тиші» дебютували на сцені 2-го корпусу Запорізького національного університету в рамках Фестивалю сучасної української пісні «Голос».
Отримавши певну популярність серед місцевих поціновувачів рок-музики, команда продовжила виступати на концертних майданчиках різного масштабу.

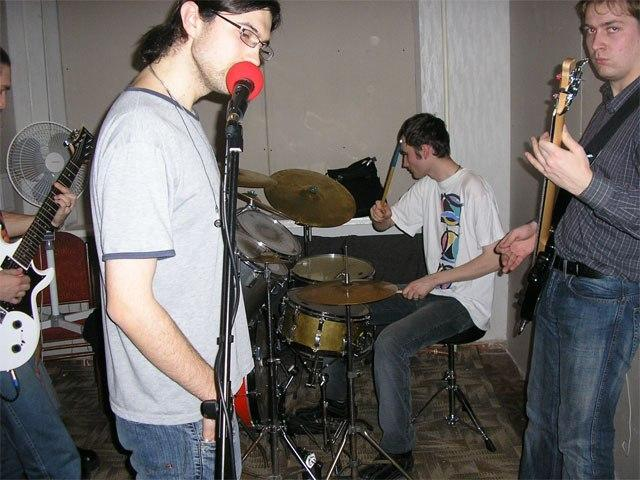
«Відчуття.Тиші» (Склад 1)

#### Демо-альбом «Варіації»
Зростаюча кількість матеріалу наближала випуск першого релізу, але молодий гурт зупиняла висока вартість послуг студій звукозапису.
Музиканти експериментували з записуванням репетицій на різні види пристроїв, використовуючи диктофони, цифрові та mini-DV камери.
Зрештою В.Т домовилися з власником своєї репетиційної студії про демо-запис репетиції з режисерського пульта в комп'ютер.
У 2006 році матеріал було поділено на треки і видано в Інтернеті під назвою «Варіації» — demo album.
Протягом цього періоду гурт почав проводити акустичні квартирники, а також взяв участь в низці знакових для міста музичних подій, серед яких Міжнародний рок-фестиваль «Запоріг» (площа Фестивальна, Запоріжжя, 2007), «Romantic Life» (ПК «Титан», 2008), напівакустичний захід ТО «АРТОБУС» (ПК «Енергетиків», 2008) тощо.
Наприкінці 2008 року через зміну місця проживання команду покидає Дмитро Ведмідь, на його місце приходить Іван Матвійчук, і «Відчуття.Тиші» продовжує концертну діяльність.

#### Дебютний інтернет-синґл «Навесні»
Написавши в 2008 році пісню «Навесні», Євген Довгий завершив складення повноцінного сонг-листу майбутнього альбому В. Т.
Ця композиція помітно відрізнялася від решти музичного матеріалу, а її створення підсумувало складний творчий шлях рок-гурту від початку існування. Тож саме «Навесні» було вирішено записати та видати в якості першого офіційного релізу.
Запис і зведення провадив добрий товариш гурту Сергій Шматов на власній домашній студії, яку самі музиканти іронічно називали «Kasha Records» за творчим прізвиськом звукорежисера.
Окремий запис вокалу відбувся на студії запорізької радіостанції «Великий Луг». Режисером запису став музикант Руслан Шебістий, що додав низку важливих коректив до остаточного звучання треку.
31 серпня 2009 року без залучення жодного лейбла або продюсера відбувся реліз дебютного інтернет-синґлу «Навесні».
Пісню було опубліковано в соціальних мережах та блогах без жодної інформаційної підтримки чи візуального оформлення.
Попри це, трек вперше вдалося почути не тільки прихильникам «Відчуття.Тиші», а й новим слухачам.

### Склад 2 (2009—2013): Вихід головних релізів, відеокліпи
Прихід басиста Івана Матвійчука помітно урізноманітнив музичний матеріал гурту на початку 2009 року.
Клавішні партії в останніх піснях В.Т суттєво ускладнилися. Це спонукало Євгена Довгого спрощувати їх під час концертів, аби не відволікатися від виконання вокальних партій.
Серед цікавих виступів того періоду можна відзначити концерт, організований Дмитром Сандулом (гурт «ProRock») у Запорізькому обласному театрі ляльок.
Також особливим став захід «Останньої Барикади» в Запоріжжі (в рамках проєкту «АРТОБУС»), де гурт розділив сцену зі своїми друзями — групою «Oranjeez», а також поетами Артемом Полежакою, Сашком Горським та Христею Венгринюк.
Остаточно сконцентрувавшись на вокалі, лідер гурту вирішив покинути посаду клавішника, тому команда розпочала пошуки нового музиканта.
Наприкінці 2009 року до «Відчуття.Тиші» було запрошено прихильника та друга колективу піаніста Дмитра Турського, який з радістю пристав на пропозицію.
Доукомплектувавши склад, рок-гурт повернувся до концертної діяльності та почав збирати матеріал для свого дебютного повноформатного альбому.

Того ж року учасники В.Т взяли участь в декількох професійних фотосесіях, здійснених фотографами Андрієм Мельником, LeeKey та Олександром Безменовим.

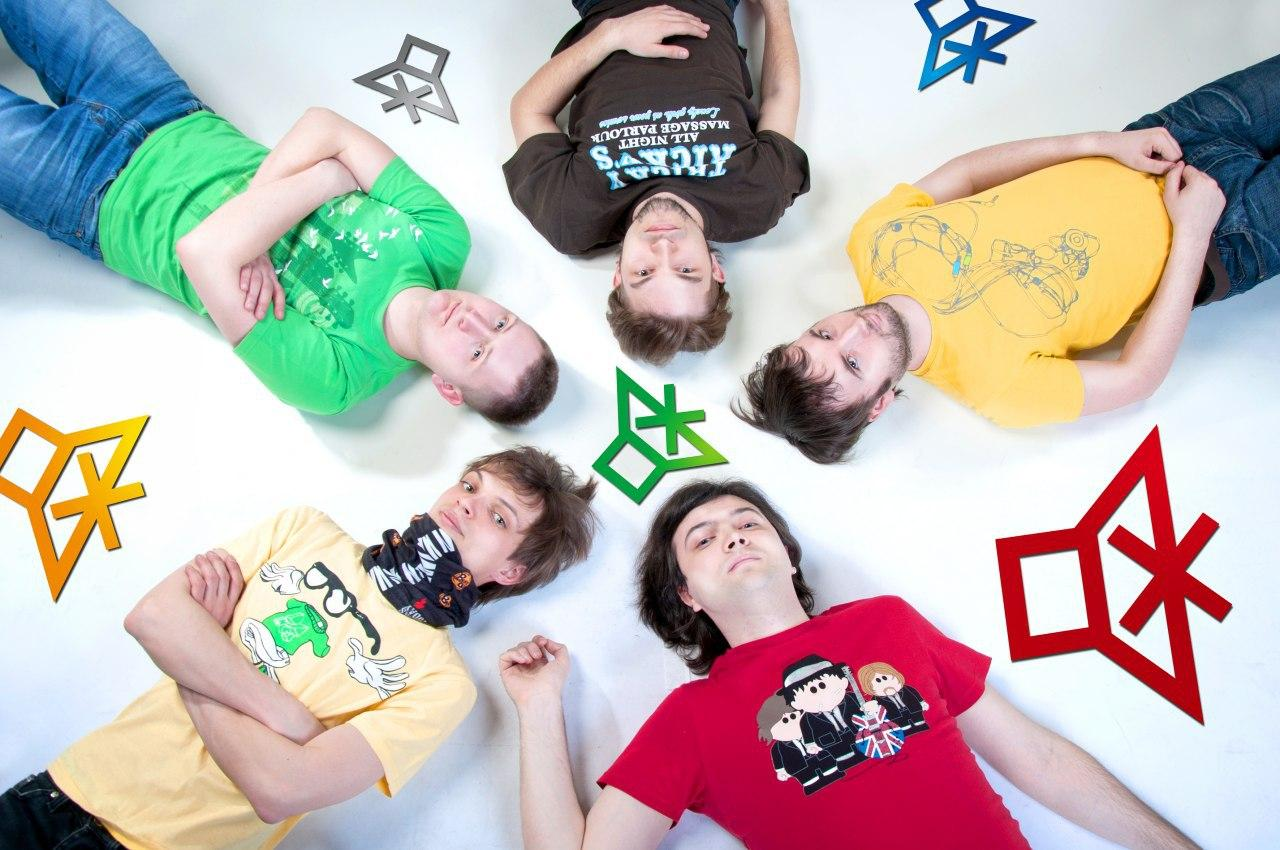
«Відчуття.Тиші» (Склад 2)

#### Відеокліп «Навесні»
Наприкінці 2010 року гурт розпочав студійну роботу по запису альбому.
Водночас стартували зйомки відео на хіт з майбутнього релізу — пісню «Навесні».
За задумом автора ідеї та сценариста кліпу Євгена Довгого, створити відеороботу мала людина з фотографічним мисленням.
За цей проєкт взявся незалежний режисер Степан Радібог, що силами власної команди реалізував всі творчі ідеї фронтмена «Відчуття.Тиші» та трансформував їх у яскраві візуальні образи.
Головну роль в кліпі виконав актор Олексій Медовий, якому під час зйомок довелося перевтілюватися зі звичайного хлопця на класичного міма і навпаки, занурюватися зі старим кріслом до басейну, стрибати з 10-метрового портового парапету до Дніпра та грати на сцені Запорізького музично-драматичного театру ім. В. Г. Магара
Режисерська команда та учасники гурту брали активну участь у зйомках кліпу та охоче з'являлися на призначених локаціях, забезпечуючи безперервний знімальний процес.

#### Вихід дебютного альбому «Відчуття.Тиші LP»
Влітку 2011 року добіг кінця запис повноформатного альбому рок-гурту.
Над його зведенням працював звукорежисер першого релізу Сергій Шматов на власній оновленій студії «Formanta».
Для запису інструментів режисер запропонував низку нетривіальних рішень — гітарні партії записувалися трьома різними способами. Їх поєднання створювало химерне і водночас потужне звучання, що припало до душі всім учасникам В. Т.
Для забезпечення максимальної поліфонії Євген Довгий ускладнював композиції просто під час записувальних сесій, ненадовго повернувшись до виконання клавішних партій.
Обкладинку для альбому лідер гурту скомпонував самостійно, використавши ексклюзивно розроблений українським шрифтовим дизайнером Дмитром Растворцевим логотип «Відчуття.Тиші». Одночасно художник запропонував оригінальне шрифтове креслення назви гурту та декілька постмодерних артробіт, які згодом стали ілюстраціями до постів і публікацій.
1 жовтня 2011 року повноформатний альбом під назвою «Відчуття.Тиші» дебютував на незалежному інтернет-лейблі «Ripple Arts».
Новий альбом та перший кліп «Навесні» було презентовано широкому загалові в рамках концерту на честь дня народження рок-вебзіну «MusicWall».
Реліз був схвально прийнятий критиками та прихильниками гурту, а рок-кавер на пісню «Алеся»[«Песняры»] став популярним у Білорусі після його публікування в рамках білоруського профільного чарту «Тузін Гітоў».
Решта пісень з «Відчуття.Тиші» LP широко розповсюдилася в соцмережах та онлайн-радіостанціях, а також стала основою для низки фан-відеокліпів («Алеся» vs. «Масакра», Білорусьфільм, реж. Андрій Кудіненко; «Навпіл» vs. «Іван Васильович змінює професію», Мосфільм, реж. Леонід Гайдай; «Навпіл» vs. «Ельфійська пісня», Shueisha, реж. Канбе Мамору; «Падаю» vs. новела "Терміновий ремонт/альманах «Коротке замикання», реж. Петро Буслов).
Написана 2005 року пісня «Noli Respicere» ([лат.] перекладена Євгеном Довгим назва «Не обертайся») була реміксована українським продюсером DJ Culturno, якому вдалося аудіально переосмислити її без істотних структурних змін. Цей класичний дабстеп-мікс потрапив до ефірів кількох радіостанцій. Зокрема, за сприяння колишнього колеги Євгена Довгого — DJ Сашка Димова, мікс було презентовано в програмі «What's Dub?» на столичному радіо DJFM.

#### Випуск синґлу «Зомбі»
Після успіху «Відчуття.Тиші» LP музиканти почали роботу над створенням максі-синґлу та другого альбому.
В січні 2012 року на студії «Music Band» під керівництвом звукорежисера Дмитра Дегтяра був записаний головний трек максі-синґлу «Зомбі» та його япономовна версія (переклад віршів — Edward Grebenkin, консультації по вимові і орфоепії — Андрій Подоляка, Хірано Такаші).
Для основної пісні релізу було створено 4 ремікси за авторством російського дабстеп-продюсера AContrari, креативного електронщика Романа Лінькова (проєкти «Sticky Monkey», «Lace Passione», «PODREZKA» etc) та житомирського митця Володимира Білика.
Втім, згідно вимог публікування на стрім-майданчиках синґл мав складатися максимум з трьох треків. Ця обставина змусила музикантів розмістити лише один ремікс від AContrari разом з парою оригінальних релізних пісень.
Обкладинку для релізу створив митець Ілля Стронґовський, збагативши зображення елементами етніки та естетики артнуво.
Реліз синґлу «Зомбі» відбувся на рок-лейблі «Ripple Arts», втім на цей раз належної інформаційної підтримки з боку лейбла надано не було. Це спонукало учасників «Відчуття.Тиші» займатися самостійним просуванням нового матеріалу.

#### Відеокліп «Зомбі»

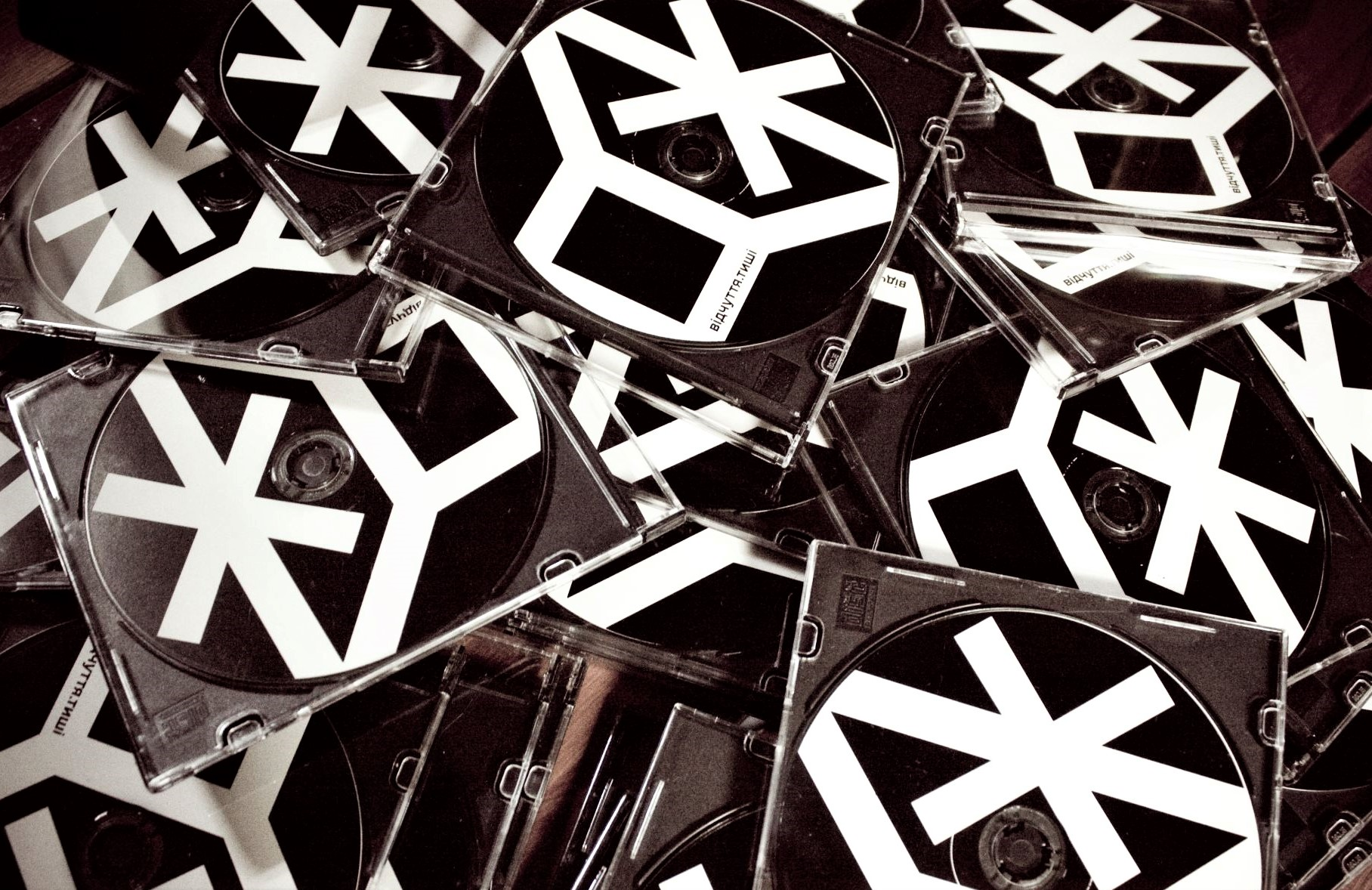
Альбом «Відчуття.Тиші» LP (2011)

Паралельно з виходом пісні «Зомбі» гурт почав роботу над створенням динамічного відеокліпу на дану композицію.
Зйомки відбувалися влітку в різноманітних локаціях (квартирах друзів, дворах Заводського району міста Запоріжжя, міському пляжі, занедбаному стадіоні) та тривали до початку осені.
21 грудня 2012 року (остання дата 5125-річного циклу у календарі майя, «кінець світу») відбулася презентація нового відеокліпу, що був присвячений зомбі-апокаліпсису.
Пісня була схвально прийнята прихильниками та пресою, а її перекладена версія дійшла до японських слухачів. Версія «Зомбі» [AContrari post-apocalyptic dubstep mix] посіла чільне місце серед актуальних українських електронних релізів.
Ідея та сценарій створені Євгеном Довгим, режисеркою відеороботи виступила дружина лідера гурту — Тетяна Штерєва. Операторську роботу та монтаж провадив Максим Онищенко, гримуванням акторів займались Ірина Шостак та Олена Калашнік. В головних ролях знімалися учасники гурту, їхні друзі та рідні.

#### «Злочин» ЕР та творчий занепад
Вихід альбому і синґлу покращив загальну атмосферу в гурті та підбадьорив музикантів збільшенням аудиторії. Однак, повна відсутність продюсерської підтримки від будь-яких агенцій чи лейблів вимагала від команди одночасного існування в площинах творчості та адміністративно-менеджерської праці.
У 2012 році Євген Довгий, з огляду на тогочасну складну ситуацію з каналами розповсюдження музики в Україні, зайнявся самостійним просуванням «Відчуття.Тиші». Це сильно вплинуло на всі робочі процеси всередині команди.
Протягом року учасники гурту, натхненні успіхом дебютного альбому і синґлу «Зомбі», створили половину пісень для наступного повноформатного релізу. Запис нового матеріалу планувався вже в 2013 році, але робота над релізом сильно гальмувалася. Аби не втрачати темпу, музиканти вирішили замість запланованого лонгплея випустити ЕР-альбом.
Окрім новонаписаних пісень «До Астарти», «angelscream» та «Не хотів» до включення в реліз планувався й перезведений хіт гурту — «Зомбі».
Також, до наступного альбому музиканти вирішили додати одну з ранніх композицій В.Т — «Злочин», що була написана ще в травні 2005 року, а її демоверсія з'являлася в демо-альбомі «Варіації» від 2006 року.
Пісня не потрапила до дебютного альбому «Відчуття.Тиші» LP (2011) через сильну розбіжність з настроєм решти композицій та недовершеність матеріалу. У 2012 році гурт повністю переосмислив звучання треку, сповільнивши та наситивши музичні партії важкими рифами.
Незабаром Євген Довгий ініціював низку публікацій в офлайн та інтернет-ЗМІ, завдяки яким була оприлюднена невідома раніше інформація про гурт та його досягнення.
Згодом, під керівництвом власника студії «Formanta» Сергія Шматова, музиканти почали накопичення нового аудіяльного матеріалу.
Паралельно з записом альбому створювалися анотації та тези для майбутніх публікацій, розглядалися пропозиції щодо зйомок нового кліпу та здійснювалися переговори з фотохудожниками.
Новий альбом отримав назву «Злочин» на честь однойменної пісні. Над обкладинкою релізу працював поет-візуаліст Володимир Білик, раніше створивший ремікс «Зомбі» для неопублікованого максі-синглу.
Зосередженість на записі нового релізу, підготовці до його оприлюднення та загальній адміністративній роботі призвели до різкого зниження кількості концертів і припинення створення нових пісень. В.Т збиралися на репетиціях переважно для повторення знайомих партій.
На цьому тлі в лютому 2013 року «Відчуття.Тиші» покинув барабанщик Дмитро Сандуленко. Команда скасувала заплановану фотосесію та більшість підготовчих заходів щодо виходу релізу.
Після завершення накопичення студійного матеріалу через зміну місця проживання В.Т залишив басист Іван Матвійчик.
Гурт у неповному складі завершив роботу над альбомом «Злочин» ЕР та оприлюднив матеріал на стрімінгових майданчиках і своїх офіційних пабліках.
Попри відсутність інформаційної підтримки, нова збірка не залишилася непоміченою. Реліз був добре прийнятий поціновувачами української рок-музики, профільними онлайн-ЗМІ та критиками, що відзначили зміни в музичній тканині нового матеріалу.
Невдовзі після виходу альбому, через формальне непорозуміння з лідером гурту, «Відчуття.Тиші» покинув клавішник Дмитро Турський.
Фронтмен В.Т Євген Довгий та лід-гітарист Семен Барабанов вирішили не припиняти існування проєкту та розпочали пошуки нових музикантів.
Після низки прослуховувань та репетицій команда дещо оновила склад і почала готуватися до активної концертної діяльності.
Однак Семена Барабанова невдовзі спіткала тяжка хвороба і 7 червня 2014 року його не стало. Втрата близького друга і співавтора змусила Євгена Довгого припинити існування рок-гурту, але з поваги до загиблого товариша фронтмен після тривалих роздумів вирішив відновити проєкт.
8 листопада 2014 року друзі та колишні учасники гурту провели вечір-присвяту Семену Барабанову. «Відчуття.Тиші» востаннє виступили в повному інструментальному складі: до посади вокаліста повернувся Євген Довгий, за барабани сів Дмитро Сандуленко, гітарні партії виконав Сергій Шматов, в якості басиста виступив Ігор Ревнюк, місце клавішника зайняв Костянтин Куксін.
Тимчасовий склад, що брав участь у вечорі пам'яті, за ініціативою фронтмена гурту вирішив продовжити роботу в В. Т. На роль постійного гітариста було запрошено давнього товариша Євгена Довгого — Олександра Шапкіна. Втім невдовзі в гурті залишилося тільки двоє музикантів — Євген Довгий та Олександр Шапкін. Інші учасники «Відчуття.Тиші» після нетривалої спільної роботи втратили цікавість до співпраці та покинули проєкт.
Деякий час музиканти працювали над створенням нових пісень і переосмисленням старого матеріалу, вдвох продовжуючи репетиції та прослуховування потенційних учасників рок-гурту.
Через постійний брак підтримки з боку будь-яких агенцій, Євген Довгий започаткував власний незалежний лейбл Silence Music і зробив повний перевипуск усього музичного доробку «Відчуття.Тиші» та його сайд-проєктів. Також на офіційному аккаунті гурту на SoundCloud з'явився максі-синґл «Зомбі»2, що містив у собі всі чинні ремікси однойменної пісні (як планувалося у 2012 році).
В 2015 році «Відчуття.Тиші» записали акустичну версію пісні «Зомбі», а також створили невелику акустичну програму, зіграну в рамках двох камерних поетичних вечорів. Після майже десятирічної паузи під час програми прозвучала пісня «Відлітай», яка не увійшла до жодного з офіційних релізів гурту. Ці події символізували повернення рок-гурту до життя.
Незабаром до В.Т доєдналися барабанщик Ярослав Дроздов і клавішник Олександр Талан. Гурт оновив інструментальну базу та переїхав до власної репетиційної студії, розділивши її з дружнім гуртом «Dry Hmara».
За участі соліста гурту «Octopus Ink» мультиінструменталіста Сергія Андрієнко, який зголосився допомогти В.Т з басовими партіями, команда почала готуватися до запису нового синглу.

### Склад 3 (2019—поточний час): Відродження гурту та «Триптих»
Замислена Євгеном Довгим та Олександром Шапкіним концепція нового треку вимагала максимальної концентрації від кожного учасника гурту. Однак, робота над піснею ускладнювалася певними організаційними негараздами.
На початку 2019 року колектив покидає барабанщик Ярослав Дроздов. Його місце посідає учасник гурту «Dry Hmara» Денис Твердов. «Відчуття.Тиші» репетирує нову пісню та починає накопичення студійного матеріалу.

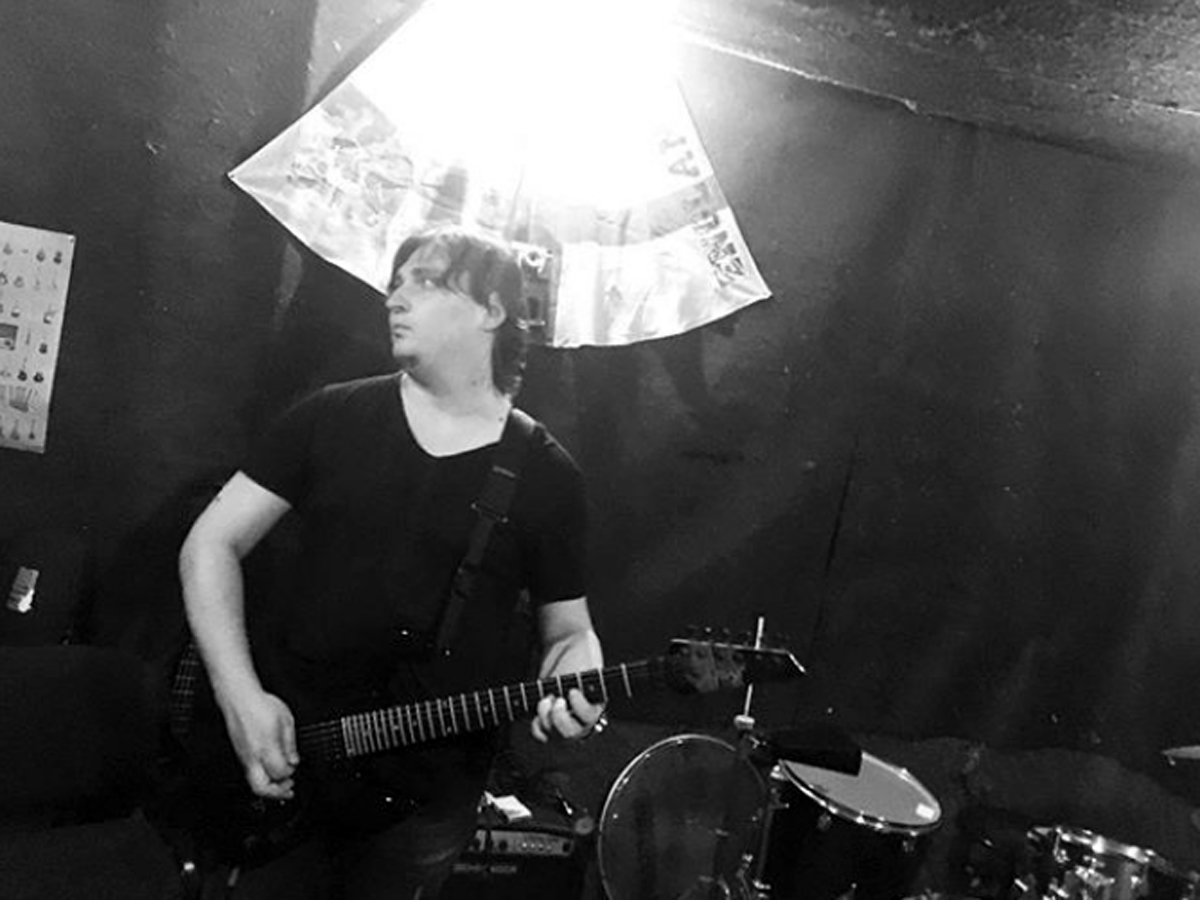
Олександр Шапкін на репетиції

#### Синґл «Шепіт»
Нове 8-хвилинне рок-висловлювання з інтро та розлогими сольними інструментальними партіями отримало назву «Шепіт». Робота стала символом новітнього етапу творчості колективу.
Накопичення матеріалу відбувалося на студії «JOY Records». Частину інструментальних партій було записано в помешканні Олександра Шапкіна. Зведення та мастеринг провадив Дмитро Михайлов, з яким команда вже встигла попрацювати в рамках свого сайд-проєкту «Zigmund Afraid».
22 вересня 2019 року рок-гурт випустив новий синґл «Шепіт», який був тепло прийнятий слухачами, профільними пабліками та українськими ЗМІ.
Пісня потрапила до програми «Ранкова порка» на радіо «Аристократи». Ведучі, критикуючи та сперечаючись, порівнювали синґл з роботами Френка Заппи та одного з найулюбленіших гуртів Євгена Довгого — «The Mars Volta».
Трек «Шепіт» став першою частиною запланованого до публікації триптиху синглів, які готуються до оприлюднення найближчим часом.
Над його обкладинкою працював художник-каліграфіст Олександр Зиновьєв, який також став автором ілюстрацій для двох наступних частин триптиху.
Всі три обкладинки витримані в спільній стилістиці футуристичної каліграфії. На зображеннях зашифровані цитати з текстів синґлових композицій.
Одночасно з ними художник розробив оновлений логотип «Відчуття.Тиші», який складається зі стилізованих заголовних літер назви гурту.

#### Поточний час

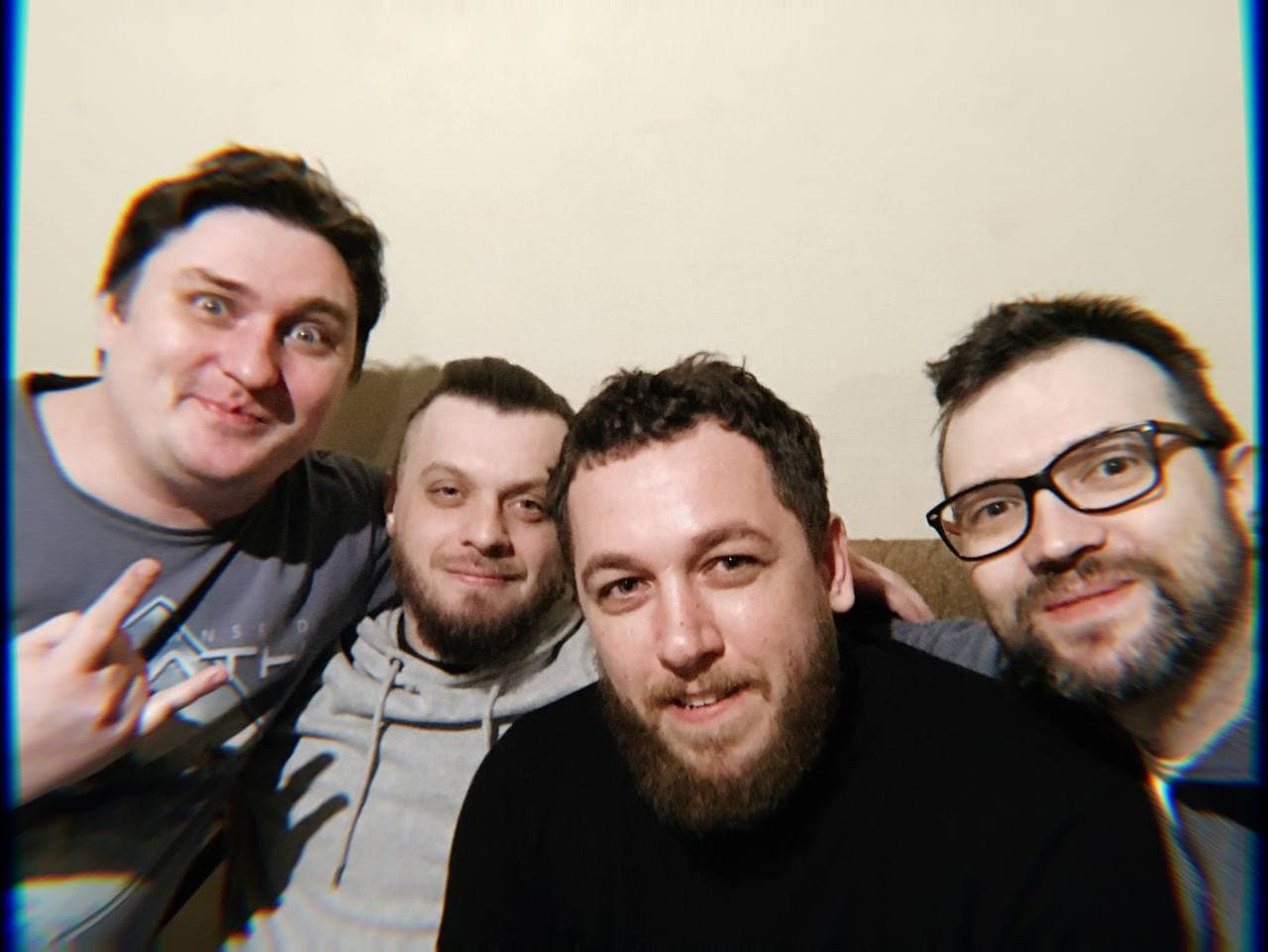
Склад гурту 2021. Зліва направо: Олександр Шапкін, Денис Твердов, Олександр Талан, Євген Довгий

Наприкінці 2019 року команда переїхала на нову студію, яка знаходиться в колишній будівлі обласного радіо Запоріжжя. Саме в цьому місці розпочався буремний творчий шлях Євгена Довгого (колишнього діджея рок-радіостанції «Запоріжжя 103.7 FM») та гурту «Відчуття.Тиші».
Однак, на початку літа 2020 року В.Т покинули приміщення через високу вартість оренди та обладнали власну студію, іноді використовуючи для запису нового матеріалу помешкання  Олександра Шапкіна.
Восени 2020 року світ побачив новий альбом гурту під незвичною назвою «5H3P17.R3D», яку створено з використанням Leet. Схвально прийнятий слухачами реліз складається з п'яти різнопланових єлектронних реміксів на композицію «Шепіт». Над креативним ЕР працювали відомі діджеї з різних країн — Andrew Caturday, Mosteq, D.K. Ritual, Perfsect та Cacao Mars.
На даний час учасники «Відчуття.Тиші» розпочали запис нових пісень, які ляжуть в основу наступного повноформатного альбому.

## Склад

### Теперішні учасники
- Євген Довгий — вокал (2004—до сьогодні), клавіші (2004—2010)
- Олександр Шапкін — гітара (2014—до сьогодні)
- Олександр Талан — клавіші (2017—до сьогодні)
- Денис Твердов — барабани (2019—до сьогодні)
- Михайло Олійник — бас-гітара (2021—до сьогодні)

### Колишні учасники
- Семен Барабанов — гітара (2004—2014, помер у 2014)
- Дмитро Сандуленко — барабани (2004—2013 та 2014—2015)
- Дмитро Ведмідь — бас-гітара (2005—2008)
- Іван Матвійчук — бас-гітара (2008—2013)
- Дмитро Турський — клавіші (2009—2013)
- Сергій Шматов — гітара (2014)
- Костянтин Куксін — клавіші (2014—2015)
- Ігор Ревнюк — бас-гітара (2014—2015)
- Ярослав Дроздов — барабани (2015—2019)

## Дискографія

### Альбоми та синґли
- «Варіації» — demo album (2006)
- «Навесні» — i-single (2009)
- «Відчуття.Тиші» [Архівовано 30 жовтня 2021 у Wayback Machine.] — LP (2011)
- «Зомбі» [Архівовано 30 жовтня 2021 у Wayback Machine.] — single (2012)
- «Злочин» [Архівовано 30 жовтня 2021 у Wayback Machine.] — EP (2013)
- «Зомбі2» [Архівовано 30 жовтня 2021 у Wayback Machine.] — maxi-single (2014)
- «Шепіт» — triptych-single 1 з 3 (2019)
- «5H3P17.R3D» — EP (2020)
- «Відчуття.Тиші (10th Anniversary Remaster)» [Архівовано 30 жовтня 2021 у Wayback Machine.] — LP (2021)
- «Число ненависті» — triptych-single 2 з 3 (2021)
- «CHY510.6R33N» — EP (TBA)
- «Манія» — triptych-single 3 з 3 (TBA)
- «M4N14.81U3» — EP (TBA)

## Сайд-проєкти

### Zigmund Afraid
Після виходу дебютного альбому Євген Довгий замислився над пошуком альтернативного звучання виконуваної музики. Результатом цих роздумів стало створення віртуального англомовного сайд-проєкту «Zigmund Afraid», над яким до сьогодні спільно працюють учасники «Відчуття.Тиші» та запрошені музиканти.
Музична стилістика гурту — інді спейс-рок з домішуванням інших суміжних жанрів.
Основою для творчого матеріалу стали пісні, написані попереднім басистом В.Т Дмитром Ведмідем для своєї колишньої групи «Drunk in Paris». Знайомий з доробком талановитого музиканта, Євген Довгий переконав автора подарувати новому проєктові кращі пісні.
В липні 2013 року «Zigmund Afraid» опублікував свій перший синґл «Abroad». Ця робота стала результатом поєднання звучання класичного інді- і панк-року.
В липні 2017 вийшов другий синґл під назвою «Pleasure was mine».
В лютому 2019 року гурт випустив відеокліп до цієї пісні, створений в співробітництві з незалежною режисеркою HypnoseKate.
Прем'єру кліпу побачив лідер американського електро-рок-гурту «The Anix» Брендон Сміт. Вражений незвичним звучанням, музикант зробив колаборацію з «Zigmund Afraid». Її результатом став вихід радіо-версії «Pleasure was mine (The Anix Radio Edit)» в березні 2019 року.

## Кавер-версії
- «Алеся» [Архівовано 11 квітня 2020 у Wayback Machine.] — [«Песняры» cover] — включена до «Відчуття.Тиші» LP (2011)
- «Артіст» — [«Хамерман знищує віруси» cover] — виконувалася наживо на концертах (2006—2012)
- «Чорна Пляма» — [«Декаданс» cover] — була виконана наживо на концерті, присвяченому 20-річчю гурту «Декаданс» (11.02.2012)
- «Такий світ» — ["ProRock" cover] — була виконана наживо на концерті, присвяченому гурту «ProRock»
- «Я йду» — [Юрко Юрченко cover] — виконувалася наживо на концертах (2006—2012)
- «Піду втоплюся у річці глибокій» — [Андрій Миколайчук piano/sax cover feat. Helgie] — наживо не виконувалася

## Ремікси
- «Noli Respicere» — [dj Culturno dubstep rmx] (2011)
- «What's Dub?» DJFM 96.8FM — «Відчуття.Тиші» — «Noli Respicere» — [Culturno rmx] (2011-08-15 22:00:02)
- «Зомбі» — [AContrari post-apocalyptic dubstep mix] (2012)
- «Зомбі» — [Sticky Monkey fuck off remix] (2014)
- «Зомбі» — [Lace Passione †† remix] (2014)
- «Зомбі» — [Bil Sabab interpretation] (2014)
- «Шепіт» — [Andrew Caturday remix] (2020)
- «Шепіт» — [Mosteq Perfsect remix] (2020)
- «Шепіт» — [D.K. Ritual remix] (2020)
- «Шепіт» — [Perfsect remix] (2020)
- «Шепіт» — [Cacao Mars remix] (2020)

## Відеокліпи
- «Навесні» (2011) [Архівовано 11 квітня 2020 у Wayback Machine.]

Режисер: Степан Радібог
Оператори: Олексій Шликов, Олександр Безменов, В'ячеслав Безбородов
Головна роль: Олексій Медовий
- «Зомбі» (2012) [Архівовано 11 квітня 2020 у Wayback Machine.]

Режисерка: Тетяна Штерєва
Оператор: Максим Онищенко
У ролях: Євген Довгий, Дмитро Сандуленко, Семен Барабанов, Іван Матвійчук, Дмитро Турський, Володимир Кіт, Ганна Кузьменко, Вікторія Запєвалова, Олексій Медовий, Анатолій Остапенко, Карім Дамен

## Фестивалі, конкурси, нагороди і відзнаки
- Фестиваль сучасної української пісні «Голос», Запоріжжя (06.10.2006) [Архівовано 11 квітня 2020 у Wayback Machine.]
- Рок-фестиваль «Запоріг» (2007)
- MusicWall'еизъявление-2011: Альбом року — «Відчуття.Тиші» LP (2011)
- MusicWall'еизъявление-2011: Кліп року — «Навесні» (офіційне відео)
- Проєкт «Природний відбір»-39 (Є! Радіо), «Відчуття Тиші» з піснею «Навесні»: 3 місце за результатами голосування.
- Переможець чарту «РОКіровка» (РокРадіо UA [Архівовано 17 січня 2022 у Wayback Machine.]), «Відчуття Тиші» з піснею «Число ненавистіі»: 1 місце за результатами голосування (29.10.2021)
- Лідери РОКІРОВКИ сезону осінь 2021 по версії слухачів РокРадіо UA